# Свердлов, Юрий Владимирович
Юрий Владимирович Свердлов (род. 6 мая 1972, Ленинград) — российский политический деятель, депутат Государственной думы пятого созыва (2007—2011).

## Биография
В 1995 году окончил механико-математический факультет в Свободном Университете города Амстердама. В 2003 году окончил Санкт-Петербургский университет МВД России.

### Депутат госдумы
В 2007 году был избран депутатом Государственной Думы ФС РФ пятого созыва в составе федерального списка кандидатов, партией «Единая Россия». Заместитель председателя Комитета ГД по строительству и земельным отношениям. Член Комиссии ГД по рассмотрению расходов федерального бюджета, направленных на обеспечение обороны и государственной безопасности РФ.